# ذي فرع (ذي السفال)

تعديل مصدري - تعديل

ذي فرع هي إحدى قرى عزلة الوحص بمديرية ذي السفال التابعة لمحافظة إب، بلغ تعداد سكانها 679 نسمة حسب تعداد اليمن لعام 2004.